# Monte Fato
(J. R. R. Tolkien, Il ritorno del re, p. 207, Bompiani, Milano 2001)
Il Monte Fato (in inglese Mount Doom), è un vulcano di Arda, l'universo immaginario fantasy creato dallo scrittore J. R. R. Tolkien.
Nella lingua elfica sindarin esso è detto Orodruin ("Montagna di fuoco") o Amon Amarth ("Monte Fato"). Si tratta del luogo al cui interno, nelle cosiddette "Crepe del Fato", Sauron forgiò l'Unico Anello. Nel Signore degli Anelli i membri della Compagnia si prefiggono di raggiungere le Crepe in quanto il fuoco contenuto in esse è l'unico in grado di distruggere l'Unico Anello.
Durante un viaggio nel Mediterraneo, Tolkien ha identificato il monte Fato a Mordor con il vulcano di Stromboli.

## Geografia
Il Monte Fato si trova a Mordor, nei pressi di Barad-dûr, la Torre Oscura. Le Crepe del Fato, o Sammath Naur in Sindarin, sono caverne scavate sul fianco del vulcano nelle quali Sauron forgiò l'Unico Anello.

## Adattamenti
Nell'adattamento cinematografico del Signore degli Anelli realizzato da Peter Jackson, il Monte Ngauruhoe "interpreta" il monte Fato per la forma conica e nelle scene a distanza, mentre il vulcano Ruapehu è stato usato per rappresentare i dintorni immediati e le pendici del monte Fato in alcune scene. Nei campi più ampi la montagna è invece un grande modello o viene rappresentata al computer, o è una combinazione di queste due tecniche.
Nel doppiaggio italiano del film del Signore degli Anelli del 1978, venne chiamato "Monte del Fato".
Nella serie Il Signore degli Anelli - Gli Anelli del Potere, il Monte Fato sorge e viene fatto eruttare nel sesto episodio della prima stagione, attraverso un'eruzione di tipo freatico-magmatico, trasformando le Terre del Sud in una distesa desolata.

## Influenza culturale
Al Monte Fato è dedicata la formazione montuosa di Doom Mons su Titano, satellite di Saturno.
Il nome in lingua Sindarin del monte, Amon Amarth, ha dato il nome all'omonimo gruppo death metal svedese.